# Sit bigotut

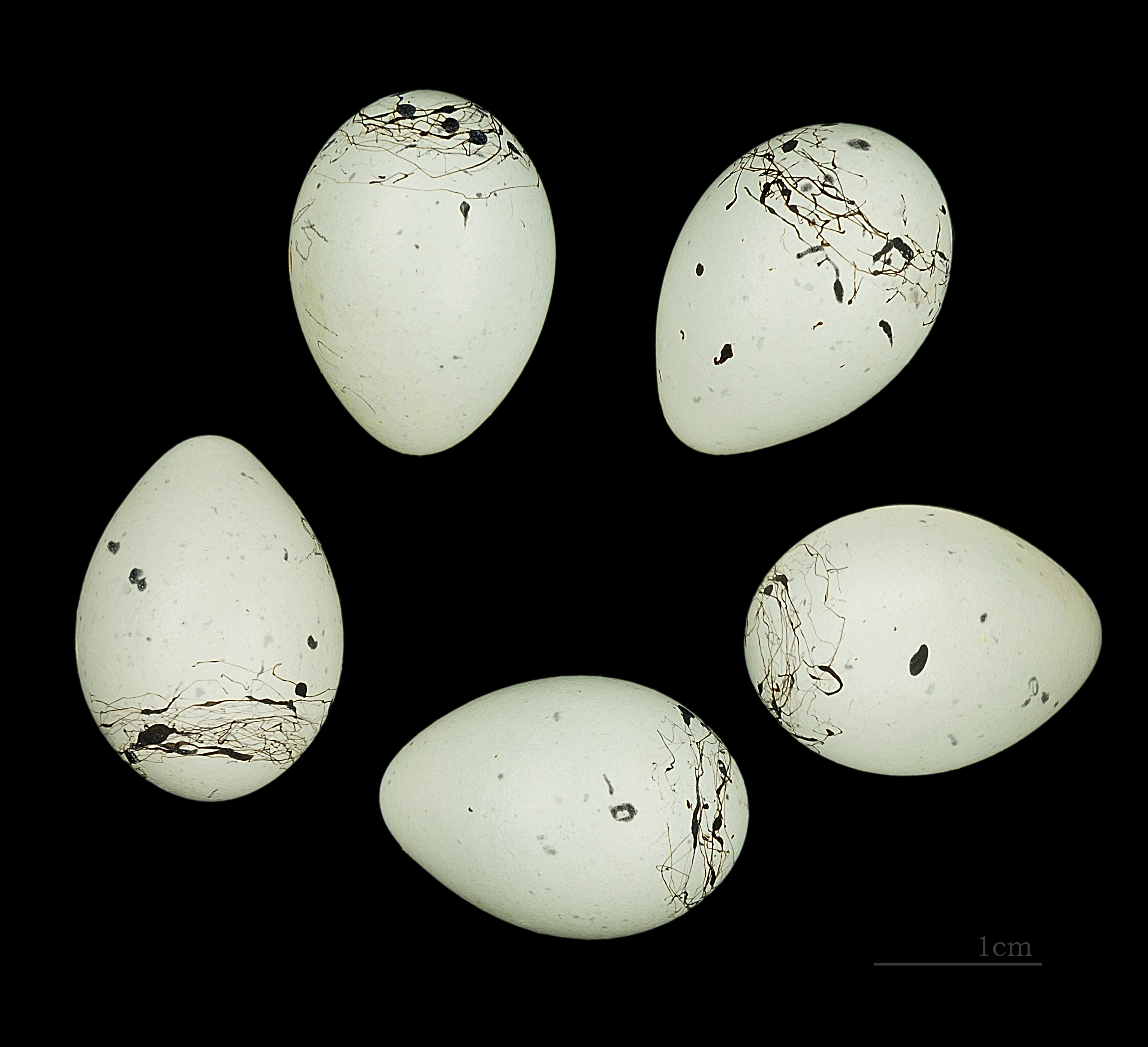
Emberiza cioides

El sit bigotut (Emberiza cioides) és una espècie d'ocell de la família dels emberízids (Emberizidae) que habita vessants rocosos, amb herba, matolls i ciutats del nord del Kazakhstan, sud de Sibèria, Sakhalín, sud de les Kurils, Xina, Corea i Japó.